# Joe Crepúsculo
Joe Crepúsculo, nombre artístico de Joël Iriarte Parra, es un cantautor español. En solitario ha publicado ocho discos (Escuela de zebras, Supercrepus —Disco nacional del año para la revista Rockdelux—, Chill-out, Nuevo ritmo, El caldero, Baile de magos, Nuevos misterios y Disco duro).

## Historia
Nació en San Juan Despí, Barcelona. Se licencia en Filosofía en la UB y empieza a formar bandas de muchos estilos que abarcan desde el surf, rock, punk y electrónica. Junto a Daniel Granados y Vincent Leone crean Tarántula en 2003, con la que empiezan a tocar por toda la geografía española. 

### Escuela de zebras
Grabado entre 2007 y 2008, Escuela de zebras, su primer álbum en solitario, fue publicado con Producciones Doradas el 21 de febrero de 2008. Para el diseño de la portada contó con Vincent Leone e Iván Price (Despistarte). Según el propio autor Escuela de zebras es un álbum con melodías ligeras y fáciles. Entre los artistas que colaboraron en el disco se encuentran Daniel Descabello, que toca la guitarra acústica en "Gabriela", Sergio Thelemático, guitarra en "Los viejos" y coros, y David de Beef, guitarra en "Después de la muerte".

### Supercrepus
Publicado el 1 de noviembre de 2008, Supercrepus es un doble álbum (Super y Crepus) de canciones de amor. Con claras influencias de Astrud, Joe recurre a menudo a sus recursos de filósofo incorporando material de San Agustín, por ejemplo. La portada es un óleo de Gonzalo Rueda.

### Chill-out
A finales de 2009 publicó su tercer álbum Chill-out, que vino precedido del vídeo musical "Toda esta energía", de cuya realización se encargó el colectivo Venga Monjas. Poco después de salir al mercado el álbum se publicó el vídeo para "Siento que muero", realizado por Luis Cerveró y Ana Ibáñez. La portada es una fotografía de Pablo Zamora.

### Nuevo ritmo
El cuarto álbum se publicó en febrero de 2011 y contiene ocho canciones de su repertorio anterior a las que ha dotado de un ritmo nuevo, y cuatro temas completamente nuevos, y con mucho ritmo, de los que cabe destacar el sencillo "Tus cosas buenas". La producción corrió a cargo de Sergio Pérez (Thelematicos y Pegasvs), habitual acompañante de Joe en directo. En la grabación colaboraron Jordi Irizar, Pablo Díaz-Reixa (El Guincho), Luciana Della-Vila (Sybil Vane, Thelemáticos y Pegasvs), Jens Neumaier (12twelve), Maik Alemany y Edu Pou (Za). Y la portada firmada por un clásico del pop español: Montxo Algora, ilustrador de clásicos como El eterno femenino de La Mode o Selector de frecuencias de Aviador Dro, y autor de las planchas aerografiadas que coronan la barra y la puerta de La Vía Láctea, mítico local de la noche madrileña.

### El caldero
Primer disco con la discográfica Mushroom Pillow, El caldero editado en 2012 volvía a estar producido por Joe Crepúsculo encargándose él solo de la producción y grabación del disco creando un trabajo que es capaz de sonar diferente a todo lo que ha hecho antes y, a la vez, terriblemente personal y reconocible dentro de su cáustico imaginario, ese que va de la canción romántica a lo José Luis Perales, a las enigmáticas divagaciones existenciales, pasando por el costumbrismo más bizarre. Para el sencillo "Enséñame a amar" los Venga Monjas realizaron un videoclip que cuenta con la participación de Russian Red. La portada es una ilustración de Efrén Álvarez.

### Baile de magos
Segundo y último disco con la discográfica Mushroom Pillow en 2013 se adentra en los sonidos más electrónicos, con producción otra vez de Sergio Pérez, presenta una de las canciones que serán más representativas del repertorio crepuscular "Mi fábrica de baile", elegida por Rockdelux como mejor canción nacional de ese año. También cuenta con la colaboración de Russian Red de "Leyenda" y letra de Luis Troquel en "Uno de los dos". La portada es una fotografía de Toni Amengual y Tanit Plana.

### Nuevos misterios
En 2015 se edita Nuevos Misterios, coedición de El Volcán y Ópalo Negro (sello de Joe Crepúsculo) disco producido por el mismo Crepus y que cuenta con colaboraciones como Carlangas de Novedades Carminha, Tomasito, Las Negris, Soleá Morente, Sergio y Luciana de Svper, La Prohibida, Supremme de Luxe, Aaron Rux, Lorena Iglesias y La Bien Querida. El videoclip de "Corazón de colmillo" fue grabado en la ciudad colombiana de Medellín por los Hermanos Ángel y el de "A fuego" por Canódromo Abandonado. La portada es una ilustración de Gerard Armengol.

### Disco duro
El 17 de febrero de 2017 saca a la venta su octavo proyecto titulado “Disco duro“ (El Volcán Música/Ópalo Negro, 17) con diseño de la portada a cargo de Setanta.

## Premios y reconocimientos
- En la página especializada en música independiente, Indienauta.com, eligieron Supercrepus como el mejor álbum nacional (español) del 2008.[11]
- La revista Rockdelux declaró a Supercrepus mejor álbum nacional (español) del 2008.[12]
- La revista Rockdelux declaró "Mi fábrica de baile" como mejor canción nacional del 2013.

## Discografía

### Álbumes
- Escuela de zebras (2007)[2]
- Supercrepus (2008)[2]

- Chill-out (2009)[13]

- Nuevo ritmo (2011)
- El caldero (2012)

- Baile de magos (2013)

- Nuevos misterios (2015)

- Disco duro
- Supercrepus II (2020)
- Trovador tecno (2022)
- Museo de las desilusiones (2025)

### Sencillos
- "Carreras de cabeza" (2014, Ópalo Negro).
- "Saca tu dinero del banco" (2014, Ópalo Negro).

### Vídeos musicales
- "Espada de Damocles", de Luis Cerveró (2008, Producciones Doradas).
- "La canción de tu vida", de Telmo Moreno (2008, Producciones Doradas).
- "El día de las medusas" (2008, Producciones Doradas).[14]
- "Suena brillante", de Luis Cerveró (2008, Producciones Doradas).
- "Toda esta energía", de Venga Monjas (2009).[9]
- "Enséñame a amar", de Venga Monjas (2012).
- "Mi fábrica de baile", de Malditos Produce (2013).
- "Nuevo amanecer", de Antonina Obrador (2014).
- "Corazón de colmillo", de Hermanos Ángel (2015).
- "A fuego", de Canódromo Abandonado (2015).

### Remezclas
- "Gabriela" de Escuela de Zebras, remezclada por El Guincho.[15]
- "Suena brillante" de Escuela de Zebras, remezclada por Encanto.

### Colaboraciones
- "Ambigú", en DOROPAEDIA#7RADIO: 30 años de Radio 3, dedicado al programa de radio El Ambigú.[16]